# Clarence Pinkston
Clarence Elmer "Bud" Pinkston (1. února 1900 Wichita, Kansas – 18. listopadu 1961) byl americký skokan a olympijský šampion.

## Život
Navštěvoval střední školu v San Diegu, kde v patnácti letech vyhrál soutěž v gymnastice. Studoval na Oregonské státní univerzitě (Oregon State University) a Stanfordova univerzita. Pinkston se zúčastnil letní olympiády v roce 1920 a 1924. Na svém prvním vystoupení na olympiádě získal zlatou medaili ve skoku z 10m věže a stříbrnou medaili z třímetrového prkna. O čtyři roky později vybojoval opět v těchto dvou disciplínách bronzové medaile. Na této olympiádě v roce 1924 poznal svoji budoucí ženu , taktéž skokanku a olympijskou vítězku, Elizabeth "Betty" Beckerovou. Později se s ní oženil a stal se jejím trenérem.
Spolu s Betty pracoval v Detroitském atletickém klubu, kde vykonával funkci vedoucího pro vodní sporty mezi léty 1927 až 1956. Poté zde působil jako řadový trenér až do své smrti v roce 1961. Za svou trenérskou kariéru trénoval několik národních mistrů a olympijských medailistů – mezi jinými Jeanne Stunyovou, Richarda Degenera a Barbaru Gildersovou.